# Фідест
Фідест (пол. Fidest) — село в Польщі, у гміні Вишкув Вишковського повіту Мазовецького воєводства.
Населення — 87 осіб (2011).
У 1975-1998 роках село належало до Остроленцького воєводства.

## Демографія
Демографічна структура станом на 31 березня 2011 року:
|          | Загалом | Допрацездатний вік | Працездатний вік | Постпрацездатний вік |
| -------- | ------- | ------------------ | ---------------- | -------------------- |
| Чоловіки | 41      | 7                  | 29               | 5                    |
| Жінки    | 46      | 12                 | 24               | 10                   |
| Разом    | 87      | 19                 | 53               | 15                   |